# Predrag Spasić
Predrag Spasić (en serbi: Предраг Спасић) (nascut a Kragujevac el 29 de setembre de 1965) va ser un futbolista serbi, retirat l'any 1996.

## Trajectòria
Aquest defensa es va formar al club de la seua ciutat natal, el Radnicki Kragujevac, fins que el 1984 hi va debutar amb el primer equip. Hi va restar quatre temporades fins que el 1988 va fitxar per un gran de la lliga iugoslava, el Partizan de Belgrad. Amb l'equip de Belgrad va disputar 55 partits en les dues temporades que hi va romandre.
El 1990 atreu l'interès del Reial Madrid, que l'incorpora per a la seua defensa. Només hi estaria un any, disputant 22 partits, amb un enfrontament destacat contra el FC Barcelona que el faria famós per marcar un gol a la seva porteria i que donà la victòria a l'etern rival.
Continuà a la lliga espanyola al planter del CA Osasuna. A Pamplona s'hi estigué tres temporades, fins que el 1994 l'equip baixà a Segona Divisió. Llavors va marxar al CA Marbella, de segona divisió, però només hi jugà cinc partits.
El 1995 tornà al seu país, a les files del FK Radnicki Novi Beograd, però solament participà en vuit partits abans de penjar les botes.

## Internacional
Spasic va formar part de la selecció de futbol de la RFS Iugoslava. Va jugar 31 partits entre 1988 i 1991, i va marcar un gol.
Va formar part del combinat del seu país que va acudir al Mundial de Futbol d'Itàlia 1990.